# آبشار هوکر
آبشار هوکر (به انگلیسی: Hooker Falls) در کارولینای شمالی، ایالات متحده آمریکا واقع شده‌است و ارتفاع کلی ریزشگاه آن ۱۴ فوت (۴ متر) است.